# Chase Stokes
James Alexander Chase Stokes (* 16. September 1992 in Annapolis, Maryland) ist ein US-amerikanischer Schauspieler.

## Leben
Als ältestes von sieben Geschwistern lebte Stokes ab seinem 13. Lebensjahr in Orlando und beendete dort 2010 die Highschool. Danach besuchte er das Valencia College, das er mit einem Bachelor of Arts abschloss. An der University of Central Florida erwarb er im Jahr 2015 den Master of Business.
Sein Schauspieldebüt gab Stokes im Jahr 2015 in der Rolle des Captain Charles Whitaker in dem Kurzfilm Lost Island. Im selben Jahr spielte er die Rolle des Ethan Terri in der Fernsehserie Base. 2016 hatte er einen Auftritt in der Netflix-Serie Stranger Things. Bekanntheit erlangte Stokes im Jahr 2020 durch seine Hauptrolle als John Booker „John B“ Routledge in der Netflix-Serie Outer Banks. Vor der Annahme dieser Rolle war Stokes beinahe verarmt, zwischenzeitlich lebte er in seinem Auto. Zum Casting reiste der Schauspieler mit einem Minus von 20 US-Dollar auf seinem Bankkonto an.
Stokes war von April 2020 bis November 2021 mit seiner „Outer Banks“-Schauspielkollegin Madelyn Cline liiert. Das Paar stellte im Musikvideo von Kygos Lied „Hot Stuff“ (2020) die Hauptfiguren dar. Seit Januar 2023 ist er mit der Sängerin Kelsea Ballerini liiert.

## Filmografie (Auswahl)
- 2015: Lost Island (Kurzfilm)
- 2015: Base (Fernsehserie, Folge 1.01)
- 2016: Stranger Things (Fernsehserie, Folge 1.06)
- 2017: Daytime Divas (Fernsehserie, Folgen 1.01–1.03)
- 2018: The First (Fernsehserie, Folge 1.03)
- seit 2020: Outer Banks (Fernsehserie)
- 2021: Dr. Bird’s Advice for Sad Poets
- 2024: Ugly – Verlier nicht dein Gesicht (Uglies)
- 2025: Marked Men: Rule + Shaw
- 2025: Valiant One

## Auszeichnungen und Preise (Auswahl)
- 2021: People’s Choice Award Drama TV Star 2021[14]